# Fabrice Amedeo
Pour les articles homonymes, voir Amedeo.
Fabrice Amedeo, né le 24 février 1978 à Château-Gontier (Mayenne), est un journaliste du quotidien Le Figaro et un navigateur français. En 2017, il termine onzième du Vendée Globe à la barre de l'Imoca Newrest-Matmut. Au début de l'année 2018, il acquiert un Imoca à foils, qui prend pour nom de course Newrest-Art & Fenêtres, puis en 2021 Nexans-Art & Fenêtres. En 2024, l'Imoca devient Nexans-Wewise. Pendant le Vendée Globe 2024-2025, il termine en 32e position après 114 jours, 01 heure et 58 minutes de long périple.  

## Biographie

### Journaliste
Fabrice Amedeo est un journaliste, auteur et skipper français né le 24 février 1978 à Château-Gontier en Mayenne et qui a grandi à Segré en Maine-et-Loire. Très jeune il découvre la mer avec sa famille et se met à naviguer régulièrement tous les étés. Il s’initie à la régate en participant au Spi Ouest France, aux courses de la Fastnet Race, au Tour de France à la voile et participe à différents convoyages au long cours avec notamment une première transat en convoyage entre le Canada et l'Angleterre en 2000.
Fabrice Amedeo est titulaire d'une maîtrise en philosophie et diplômé de Sciences-Po. Il intègre la rédaction du Figaro en 2003. Il débute au Figaro Entreprises, dirigé alors par Laurent Guez. Il rejoint en 2005 le Figaro Économie où il couvre les marchés financiers, la macro-économie internationale. En 2007, il est chargé du secteur des transports et consacre notamment de nombreuses enquêtes à la SNCF et à Air France. En 2009, il devient enquêteur au service « Société » du Figaro, avant de devenir en 2012 rédacteur en chef adjoint et de participer aux débuts du Figaro Nautisme. En 2014, il rejoint le pôle actu sur le web et est responsable de la tranche matinale du figaro.fr.
Durant cette période, Fabrice Amedeo publie six livres : trois consacrés à la course au large, un livre d’enquête sur Air France, une série d’entretiens avec Jacqueline de Romilly de l’Académie française et un essai sur l’identité européenne.

### Classe Figaro
Il prend six mois sabbatiques en 2008 pour s'adonner à sa passion de la voile. Il court en Figaro : il participe à la Transat AG2R, puis à la Solitaire du Figaro.

### Class40
Il court ensuite en Class40. En 2010, il participe à la Route du Rhum, sa première transat en solitaire. Il termine à la 26e place sur 44 Class40 au départ. Il passe alors de plus en plus de temps sur l’eau, pour progresser et devenir compétitif face aux marins professionnels issus du sérail de la course océanique. En 2012, il arrive 3e de la Solidaire du Chocolat, puis 4e Class40 de la Transat Québec-Saint-Malo quelques mois plus tard. En 2013, il est 6e Class40 de la Transat Jacques Vabre. En 2014, il termine 9e de la Route du Rhum sur 43 Class40 au départ.

### Amateur en Imoca
L'année 2015 marque ses débuts en 60 pieds IMOCA. Il quitte Le Figaro pour un congé sabbatique long en milieu d’année, et termine 8e de la Transat Jacques-Vabre avec Éric Péron sur 20 Imoca au départ, à bord de son Newrest-Matmut qui est l’ancien Gitana Eighty de Loïck Peyron, victime d’un démâtage sur le Vendée Globe 2008, et l’ancien Synerciel de Jean Le Cam, cinquième du Vendée Globe 2012. En décembre 2015, Fabrice Amedeo prend le départ de sa première transat en solitaire sur un IMOCA, la Transat Saint-Barth-Port-la-Forêt, qu'il termine en deuxième position. Cette course le qualifie pour le Vendée Globe 2016-2017. Il finit son tour du monde à la 11e place,.

Vendée Globe 2016-2017
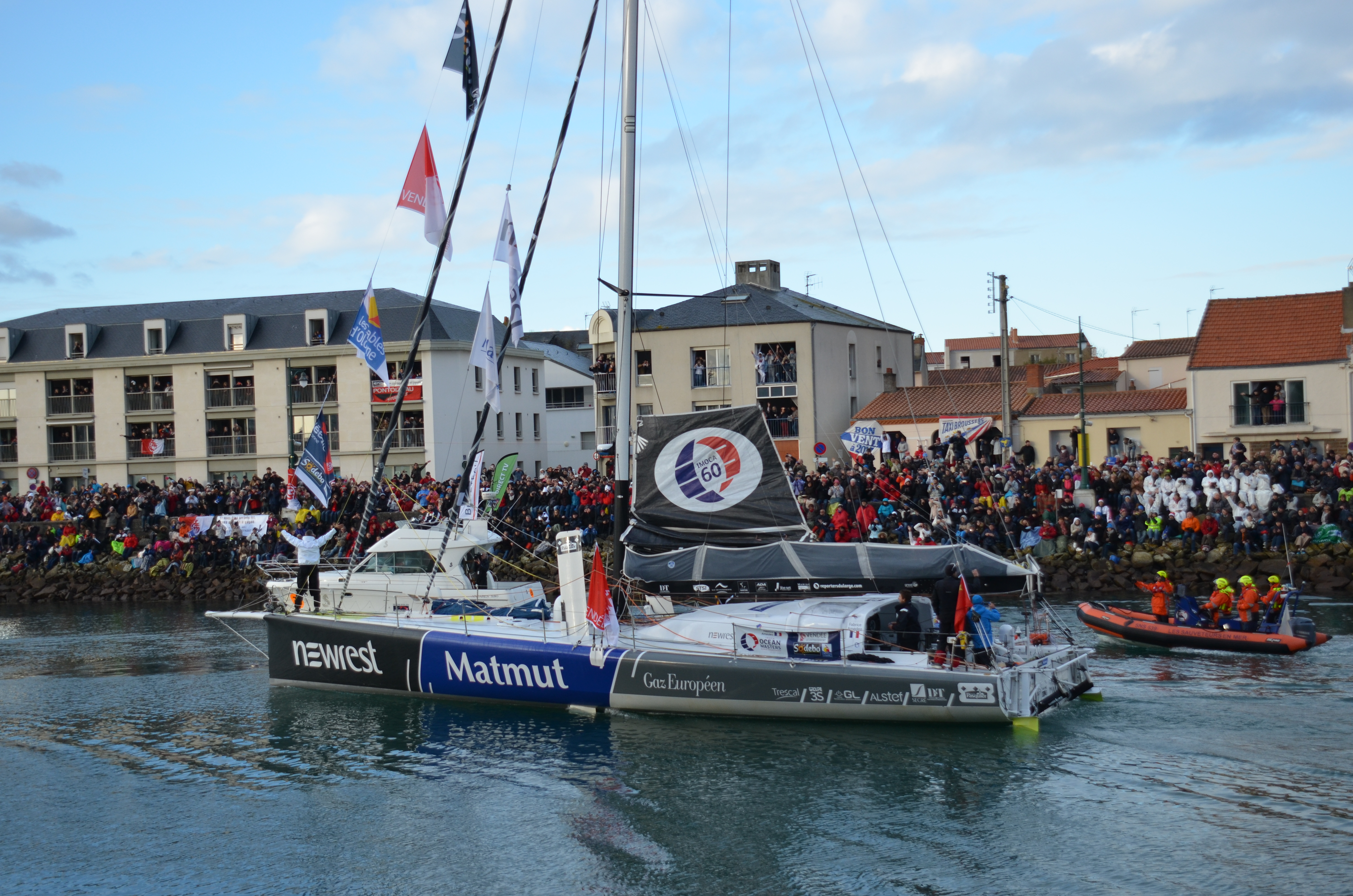
Newrest-Matmut descend le chenal des Sables d'Olonne, avant le départ
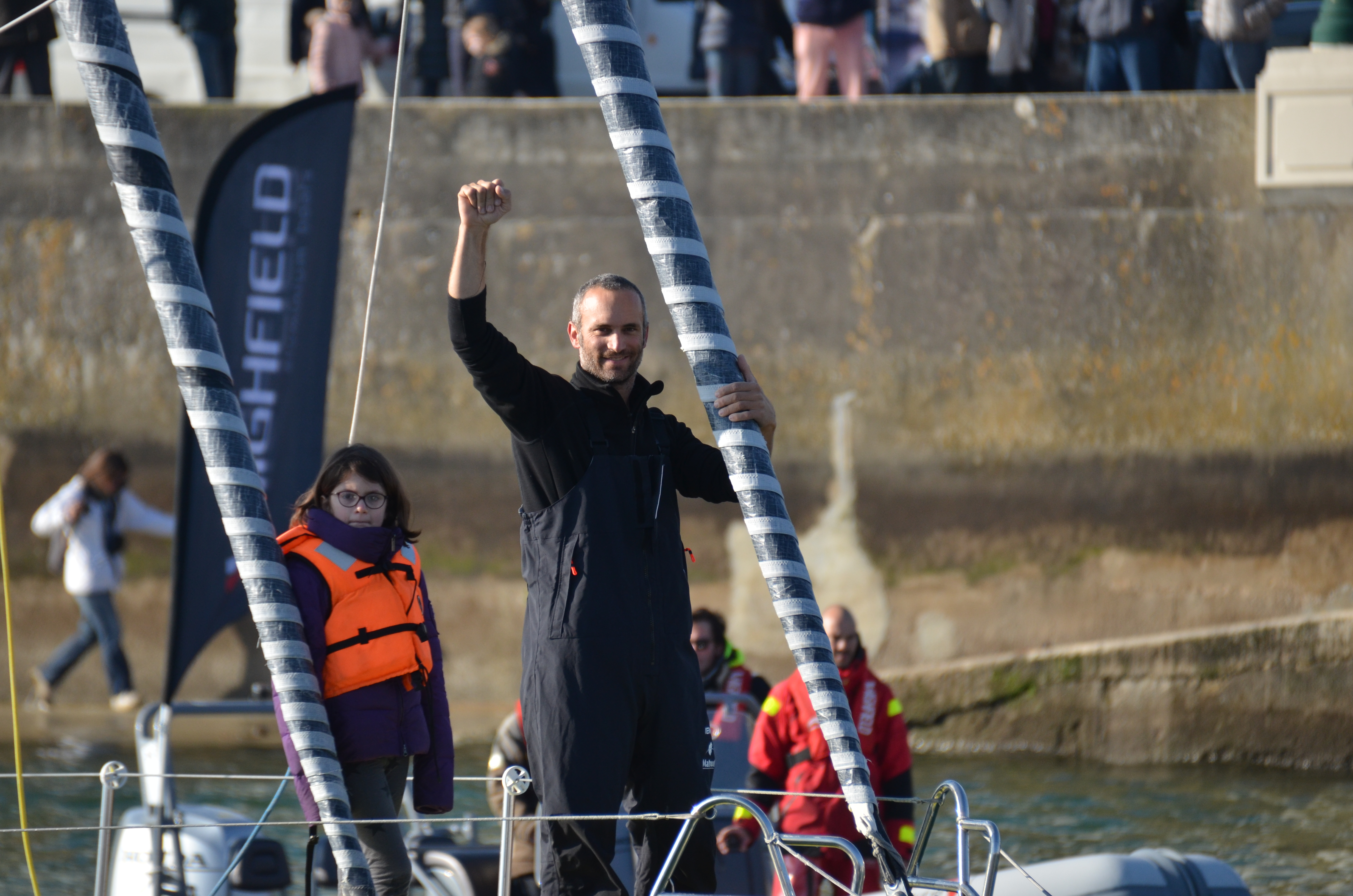
Remontée du chenal après l'arrivée.
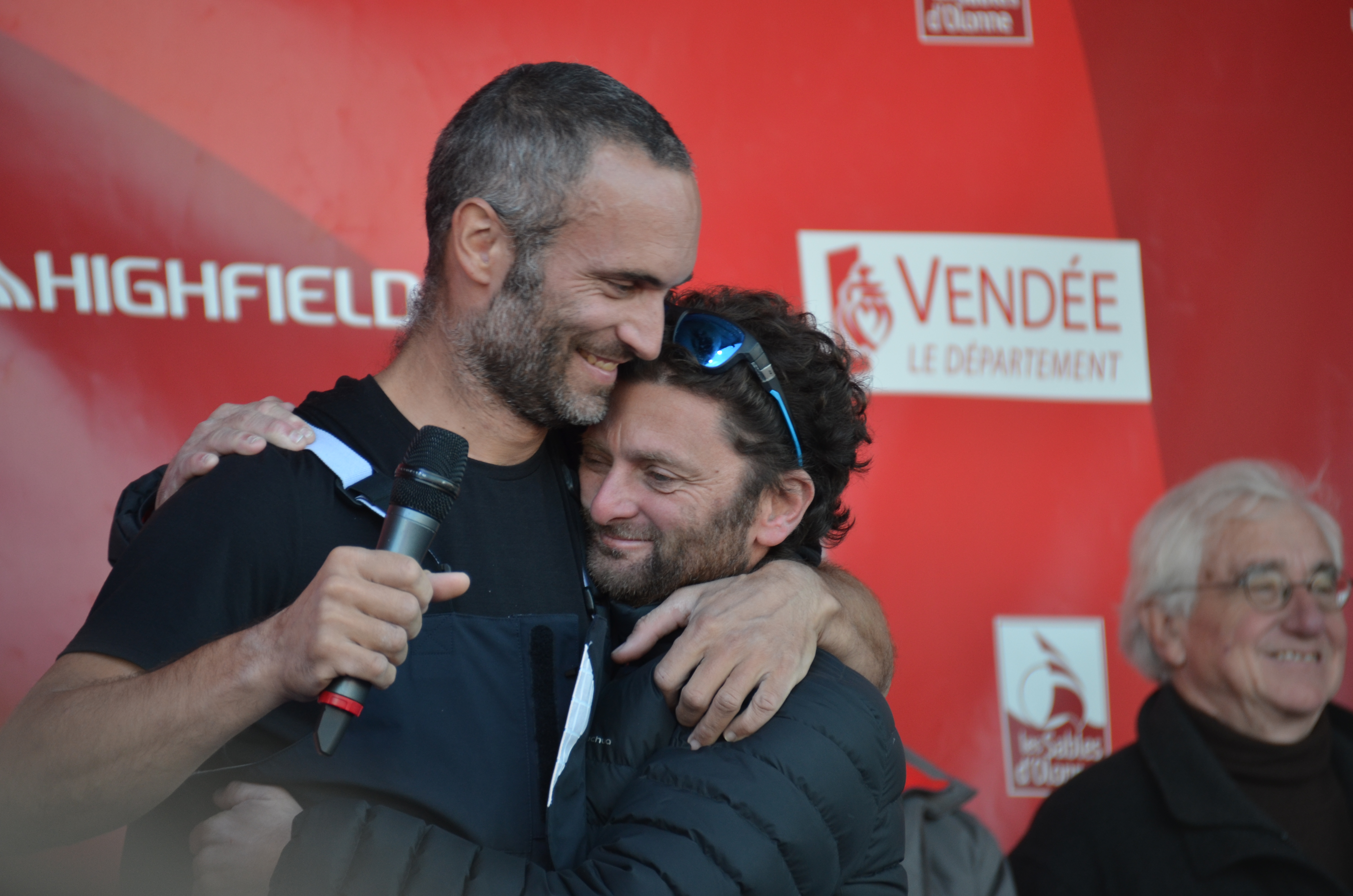
Fabrice Amedeo (11e) sur le podium d'arrivée avec Arnaud Boissières (10e)

### Skipper professionnel

#### Newrest-Brioche Pasquier
Après son tour du monde, Amedeo quitte définitivement la rédaction du Figaro pour devenir skipper professionnel. En septembre 2017, il rachète un Imoca à foils de dernière génération, le No Way Back du Hollandais Pieter Heerema. Tandis que son acquisition entre en chantier, Amedeo court sur son bateau du Vendée Globe — devenu Newrest-Brioche Pasquier — la Transat Jacques-Vabre, avec Giancarlo Pedote. Les deux hommes terminent en 12e position.

#### Newrest-Art et Fenêtres

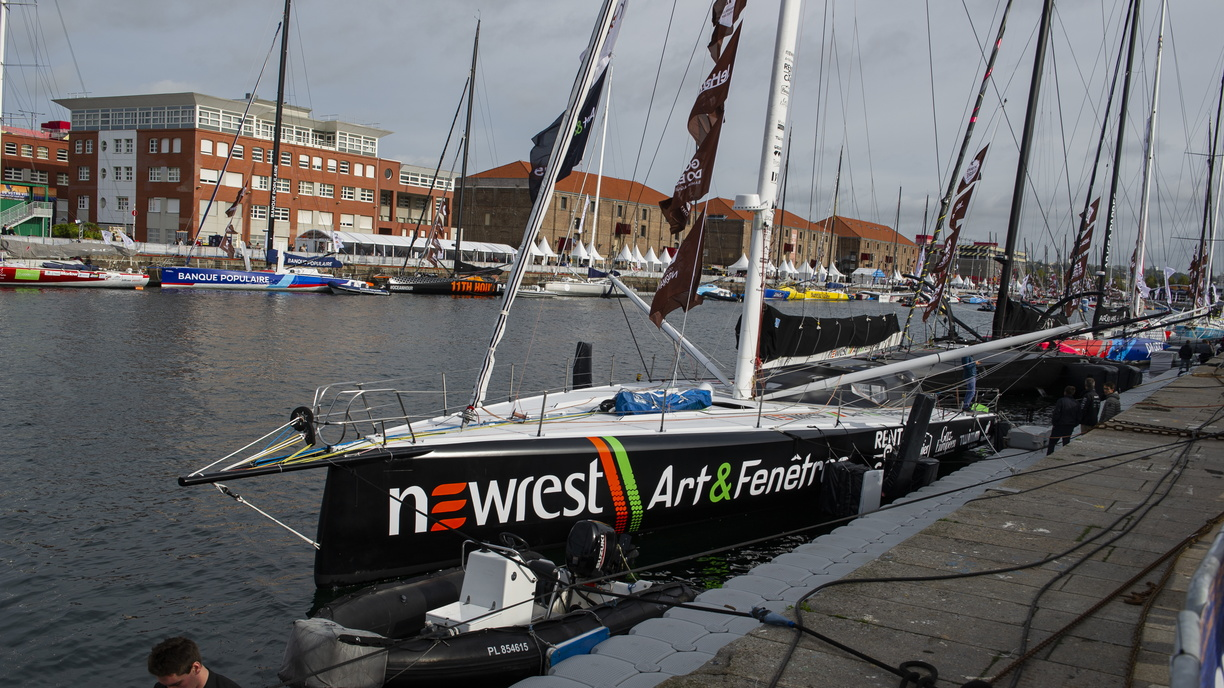
Newrest-Art et Fenêtres à quai, au Havre, quelques jours avant le départ de la Transat Jacques-Vabre 2019.

En 2018, Amedeo se lance dans une nouvelle campagne à la barre de son monocoque aux couleurs de Newrest-Art et Fenêtres et un nouveau sponsor aux couleurs de Rent A Car et ISC Assurance, avec en ligne de mire une participation aux 40 ans de la Route du Rhum 2018. Il arrive à Pointe-à-Pitre en 12e position dans la classe IMOCA.
En juillet 2020, il termine 9e de la Vendée-Arctique-Les Sables-d'Olonne. Le 8 novembre, il prend le départ du Vendée Globe pour la deuxième fois. Le 11 décembre, à la suite de la défaillance des deux ordinateurs de bord, aveugle sans information météo au moment d'aborder la navigation dans les déserts nautiques rugueux du sud, il abandonne pour la première fois dans une course d’envergure,.

#### Nexans-Art et Fenêtres, premier du nom

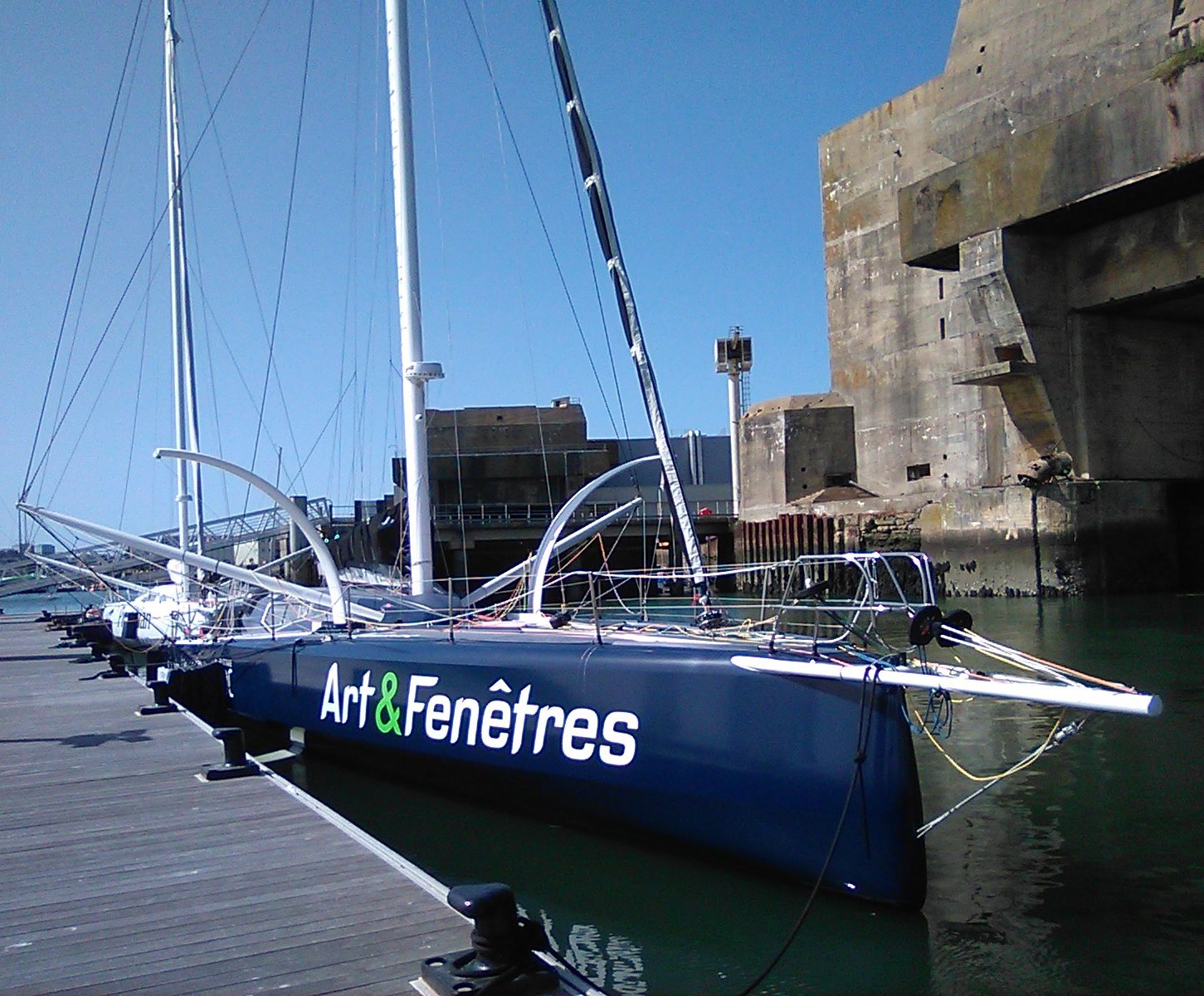
Nexans-Art et Fenêtres, premier du nom, à Lorient en mai 2022.

En mai 2021, le sponsor Newrest est remplacé par Nexans, qui va soutenir Amedeo jusqu'au Vendée Globe 2024-2025. Quant à Art et Fenêtres, il reste co-partenaire jusqu'à la Route du Rhum 2022. Le bateau d'Amedeo va donc s'appeler Nexans-Art & Fenêtres en 2021 et 2022, et devrait s'appeler ensuite Nexans. En novembre, Amedeo court la Transat Jacques-Vabre avec Loïs Berrehar. Le duo finit 10e.
En mai 2022, Amedeo termine 19e de la Bermudes 1000 Race. En juin, il termine 19e de la Vendée-Arctique.
En novembre 2022, Amedeo participe à la Route du Rhum. Le 13 novembre, alors qu'il évolue dans le milieu du classement des IMOCA, son bateau Nexans - Art & Fenêtres subit une voie d'eau après rupture de son ballast tribord. Les batteries sont inondées. Il décide de se dérouter vers Cascais. Le 14 novembre en fin de matinée, une explosion provoque un incendie à bord de l'IMOCA qui fait naufrage. Amedeo déploie alors son radeau de survie et, après quelques heures de dérive, est récupéré par le cargo M/V Maersk Brida,.

#### Nexans-Art & Fenêtres, deuxième du nom

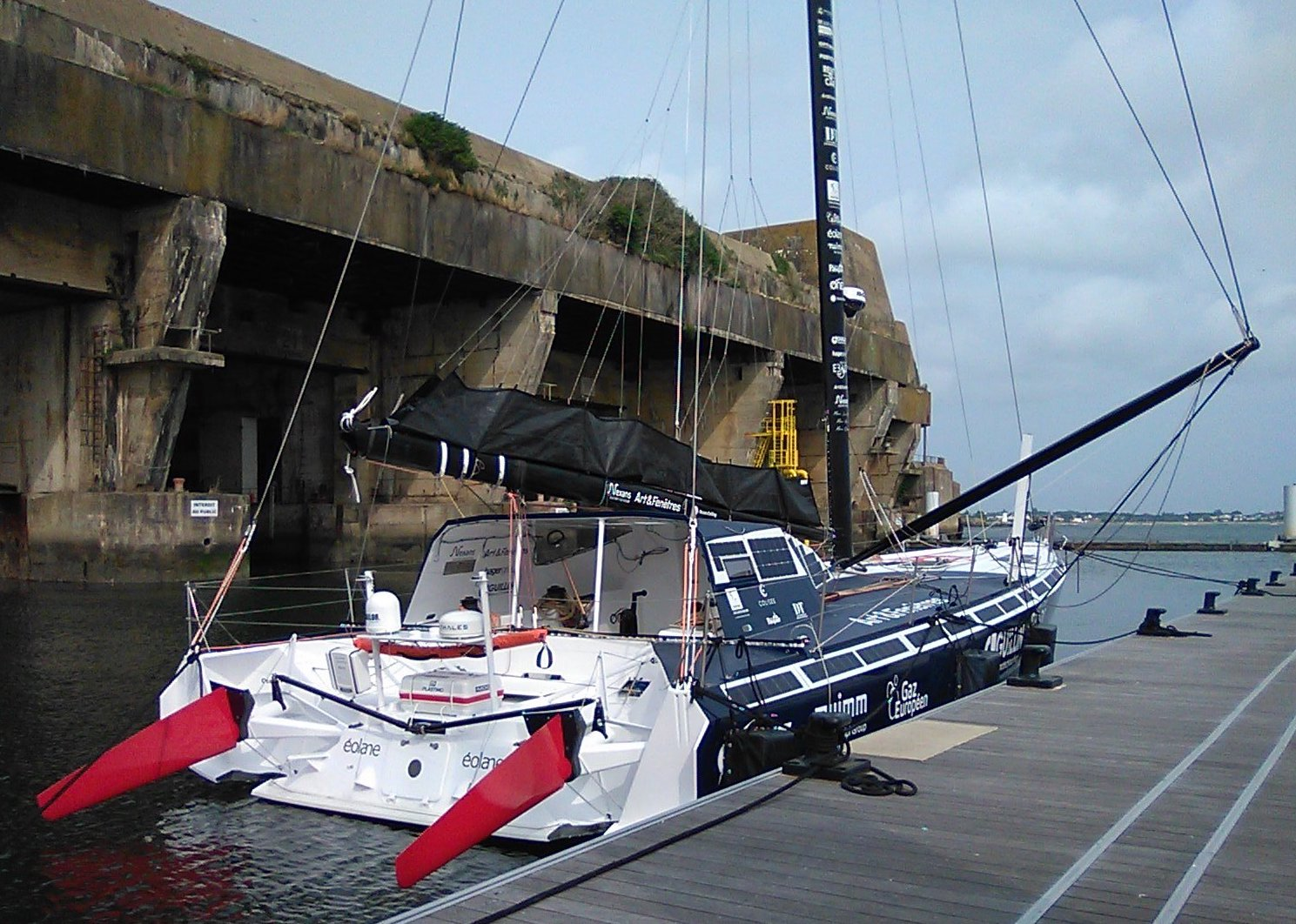
Nexans-Art & Fenêtres, deuxième du nom, à Lorient en juillet 2023.

Amedeo veut repartir sur un projet de Vendée Globe 2024-2025. Ses partenaires l'assurent de leur soutien. Mais, après un naufrage, il ne veut pas prendre le risque de partir sur des choix extrêmes. Il tient à rester « humble et raisonnable ». Le 11 janvier 2023, il achète l'Imoca de Rodolphe Sepho, Rêve de large-Région Guadeloupe, un plan Owen Clarke mis à l'eau en 2007. Un foil est cassé. Dans un souci de cohérence et d'économie, Amedeo préfère équiper le bateau de dérives droites. Le 12 juillet, celui-ci est mis à l'eau à Lorient, et devient Nexans-Art & Fenêtres, deuxième du nom.

#### Nexans-Wewise
L’IMOCA de Fabrice Amedeo a été mis à l’eau le vendredi 29 mars matin à Lorient. Un nouveau partenaire a rejoint le projet : Wewise, la filiale du groupe Butagaz dédiée aux énergies renouvelables, au photovoltaïque et aux systèmes énergétiques. Un soutien précieux pour le skipper qui entend boucler le prochain Vendée Globe 2024-2025 sans recourir à l’énergie fossile et qui a également un programme fort de mesures océanographiques et de collaboration avec la communauté scientifique.

## Publications
- Loin de la terre surgit le monde , éditions Plon octobre 2020, 304 p.
- Seul face au large , éditions Glénat septembre 2017, 232 p.   (ISBN 978-2-823-30078-9)
- 10e Route du Rhum : Les héros de l’Atlantique, éditions Glénat, octobre 2014, 192 p.   (ISBN 2-344-00374-6)
- La Face cachée d’Air France, éditions Flammarion, mai 2010, 340 p.  (ISBN 978-2-081-24028-5)
- Les Rois du large : 40 éditions de la solitaire du Figaro, éditions Glénat, juin 2009, 165 p.   (ISBN 978-2-723-46994-4)
- Le Tour du monde de tous les extrêmes : dix jeunes marins dans la Volvo Ocean Race, en collaboration avec Sébastien Josse, éditions Glénat, mai 2007, 139 p.  (ISBN 978-2-723-45996-9)
- Actualité de la démocratie athénienne, François Bourin éditeur, septembre 2006, 170 p.   (ISBN 978-2-849-41048-6)
- Les Fossoyeurs de l’Europe, François Bourin éditeur, avril 2005, 188p.  (ISBN 978-2-849-41019-6)

## Filmographie
- Vol AF 447 Rio-Paris : les raisons d’un crash, France 3, émission Pièces à conviction, documentaire (52 minutes), mars 2012[28].
- Air France : en quête de sécurité, France 5, documentaire (52 minutes), septembre 2011[29].

## Palmarès
- 2008 :
  - Participation à la Solitaire du Figaro
  - Participation à la Transat AG2R
- 2010 : 26e de la Route du Rhum en Class40[5]
- 2012 :
  - 3e de la Solidaire du Chocolat en Class40[6]
  - 4e de la Transat Québec-Saint-Malo en Class40[7]
- 2013 : 6e de la Transat Jacques-Vabre en Class40[8]
- 2014 : 9e de la Route du Rhum en Class40[30]
- 2015 : 
  - 2e de la Transat B to B[9]
  - 8e de la Transat Jacques-Vabre, en double avec Éric Péron, à bord du 60 pieds IMOCA Newrest-Matmut[31]
- 2017 :
  - 11e du Vendée Globe à bord de Newrest-Matmut en 103 j 21 h 01 min 00s
  - 12e de la Transat Jacques-Vabre à bord de Newrest-Brioche Pasquier, avec Giancarlo Pedote
- 2018 : 3e du Monaco Globe Series à bord de Newrest-Art & Fenêtres en 3 j 21 h 11 min 10s
- 2020 :
  - 9e sur 20 dans la Vendée-Arctique-Les Sables-d'Olonne, à la barre de Newrest-Art et Fenêtres[14]
  - Abandon dans le Vendée Globe à bord de Newrest-Art & Fenêtres, panne totale informatique[32]

- 2021 : 10e sur 22 Imoca dans la Transat Jacques-Vabre, avec Loïs Berrehar, à la barre du premier Nexans-Art et Fenêtres[18]
- 2022 : 
  - 19e sur 24 dans la Bermudes 1000 Race, à la barre du premier Nexans-Art et Fenêtres[19]
  - 19e sur 25 dans la Vendée-Arctique[20]
  - 17e sur 25 dans le Défi Azimut à bord de Nexans-Art et Fenêtres[18]
  - Abandon dans la Route du Rhum à bord de Nexans-Art et Fenêtres[18], incendie à bord du bateau

- 2023 :
  - Abandon dans le Défi Azimut à bord de Nexans-Art et Fenêtres[19], voie d’eau à l’intérieur du bateau
  - 28e sur 40 dans la Transat Jacques-Vabre à bord de Nexans-Art et Fenêtres[19], avec Andreas Baden
  - 27e sur 32 dans la transat Retour à la Base à bord de Nexans-Art et Fenêtres[19]
- 2024: 
  - 23e sur 33 dans The Transat CIC à bord de Nexans - Wewise